# 大学ではじめて恋人ができた人の話
『大学ではじめて恋人ができた人の話』（だいがくではじめてこいびとができたひとのはなし、英 : A story of a person who made a lover for the first time at a university）は、ひみつによる日本の漫画作品。
2018年6月14日以降のTwitterやpixiv、ニコニコ漫画などにおける創作漫画の投稿が契機となり、竹書房のウェブコミック配信サイト『ストーリアダッシュ』にて2020年5月29日から2022年2月18日まで公式連載された。

## 登場人物
西谷 ゆうき（にしや）
大学生の男子。初めての彼女である東と交際している。高校時代からリア充に憧れており、大学の進学を契機に東と交際を始め、互いに愛し合う仲になった。内気な性格だが、東のことになると大胆になる。
東 あかり（ひがし）
大学生の女子。初めての彼氏である西谷と交際している。高校時代はアニメに熱中しており、あだ名は「アニメ○ト」だった。また、大食なため、西谷に知られないように隠している。
南中 司（みなみなか つかさ）
大学生の男子。明るく馴染みやすい性格のため、周りからの人気が高い。西谷と東の恋人の仲をフォローする良き理解者。北嶋と仲が良く、後に恋人関係に至った。
北嶋 りさ（きたしま）
通称は「リサ」。明るい性格の持ち主。西谷と東の恋人の仲をフォローする良き理解者。「ラブライブ!」が好き。南中に告白され、恋人関係に至った。
なお、4人の頭文字より「東西南北」と称している。

## あらすじ
大学で初めて恋人ができた西谷と東。二人は学生生活の傍ら、交際生活を重ねて恋愛を楽しむ。そんな二人の良き理解者である南中と北嶋も、二人をフォローする内に愛し合う仲へと発展する。そんな「東西南北」の4人が繰り広げるラブコメディ。

## 書誌情報
- ひみつ『大学ではじめて恋人ができた人の話』 竹書房〈バンブー・コミックス〉、全4巻
  1. 2020年8月28日発売[9]、ISBN 978-4-8019-7044-1
  2. 2021年4月30日発売[10]、ISBN 978-4-8019-7178-3
  3. 2022年2月28日発売[11]、ISBN 978-4-8019-7569-9
  4. 2022年2月28日発売[12]、ISBN 978-4-8019-7570-5